# Arachis monticola
Arachis monticola är en ärtväxtart som beskrevs av Antonio Krapovickas och Rigoni. Arachis monticola ingår i släktet jordnötter, och familjen ärtväxter. Inga underarter finns listade i Catalogue of Life.

## Bildgalleri

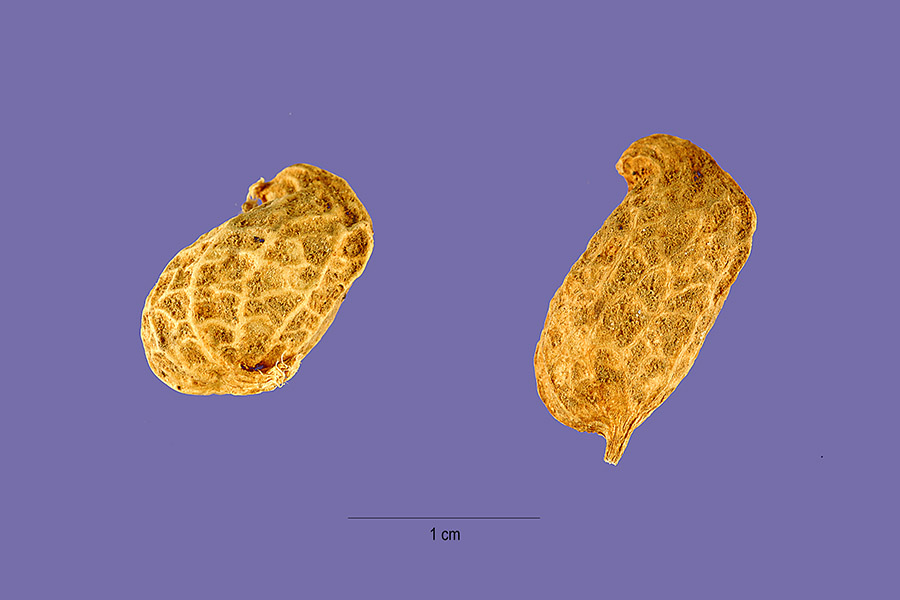